# Silkroad Online
Silkroad Online (OT: kor.: 실크로드 온라인, engl. „Seidenstraße“; meist SRO abgekürzt) ist ein koreanisches Free-to-Play Massively Multiplayer Online Role-Playing Game (MMORPG). Das Spiel finanziert sich über eine sogenannte Item Mall. In dieser können sich Spieler gegen reales Geld Gegenstände kaufen, welche den Spielverlauf vereinfachen und die es so im Spiel nicht zu finden gibt.
Der Spiel-Client ist für den europäischen Markt in englischer Sprache gehalten.
Die internationale Vermarktung des Spiels wird von dem Spieleentwickler Wemade Max Co., Ltd. sowie durch JC Planet Co. Ltd. vorgenommen. Die Entwicklungsfirma änderte ihren Namen zum März 2021 von Joymax zu Wemade Max.

## Das Spielprinzip
Silkroad Online spielt in einer virtuellen Welt, die sich an der historischen Seidenstraße orientiert.
Der Spieler kann questen oder im PvE Erfahrungspunkte sammeln.
Das Levelsystem lässt Charaktere Level 140 reichen. Dazu gibt es noch einen Talentbaum, den man mit Talentpunkten, die man für den Levelaufstieg bekommt, erforschen kann.
Ab Level 20 können Spieler einen von zwei „Berufen“ erlernen, die effektiv die Fraktionen „Händler“ und „Diebe“ stellen. Händler versuchen, durch den Transport von Waren zwischen den Städten Gold zu erwirtschaften, während Diebe versuchen die Waren zu erbeuten und so an Gold zu kommen.
Spieler können gemeinsam in Gruppen spielen, ebenso gibt es ein Gilden-System.

### Uniques
Ein besonderes Feature von Silkroad Online sind die sogenannten Uniques. Dies sind besonders starke, einzigartige Monster, welche in regelmäßigen Abständen an zufälligen Punkten in der Spielwelt erscheinen. Tötet ein Spieler eins dieser Uniques, wird sein Name dem ganzen Server angezeigt.

### Battle Arena
Die Battle Arena ist ein besonderes Event und findet mehrmals täglich statt. Zwei Teams von Spielern ab Level 20 bekämpfen sich in der Battle Arena und sammeln 20 Minuten lang Punkte. Als Belohnung für die Teilnahme an der Battle Arena erhalten Spieler Coins, welche sie gegen spezielle Ausrüstungsgegenstände eintauschen können.

### Capture the Flag
Capture the Flag ist ein in vielen Computerspielen anzutreffender Spielmodus. In Silkroad findet auch dieses Event mehrmals täglich statt; Zwei Teams von Spielern kämpfen um eine Flagge. Das Team, welches nach Ablauf der Zeit die Flagge besitzt, gewinnt das Spiel. Als Belohnung für die Teilnahme gibt es Trophäen, die gegen Belohnungen eingetauscht werden können.

## Die Spielwelt
Aufgrund der Thematik über die Seidenstraße boten sich den Entwicklern vielfältige Möglichkeiten, die riesige Spielwelt zu gestalten. Diese reichen von großen Feld-, Wald- und Wiesengebieten, Flusslandschaften und Canyons über Wüstenregionen bis hin zu schneebedeckten Berglandschaften. Die Städte sind, je nach Region, in einem asiatischen, indischen oder europäischen Stil gehalten und durch weite Straßen miteinander verbunden. Mehrere Dungeons bietet für höhere Spieler interessante Alternativen zur Außenwelt.
Wechselnde Tages- und Nachtzeiten sowie Regen und Unwetter bis hin zu Schneefall in den Eisregionen sorgen zusätzlich für eine realistischere Atmosphäre.
Die Spielwelt wird regelmäßig durch Updates erweitert, welche neue Regionen, Städte und Monster/Gegner hinzufügen, siehe Versionen.
Die Welt ist nicht komplett zusammenhängend, sondern einzelne Gebiete sind durch natürliche Hindernisse wie Bergketten, Meere, Flüsse oder Schluchten voneinander getrennt. Diese Hindernisse lassen sich nur an bestimmten Punkten überqueren, an denen man das alte Gebiet komplett verlässt und nach einer kurzen Ladezeit das neue Gebiet betritt.

## Spielvarianten
Bei jedem Level-Aufstieg kann man seinem Charakter aufrüsten, indem man „Stat Points“ entweder auf Stärke („STR“) oder Intelligenz („INT“) verteilt. Bei einem Aufstieg erhöhen sich STR und INT automatisch um einen Stat Point. Dazu bekommt der Charakter noch drei weitere Stat Points, die man frei verteilen kann.
Je höher die Stärke, desto höher die Gesundheit und die physische Kraft (Angriff und Abwehr) des Charakters, je höher die Intelligenz, desto höher die Magiepunkte und die magische Kraft (mag. Angriff, mag. Abwehr) des Charakters.
Einem chinesischen Charakter stehen folgende Waffengattungen zur Verfügung:
- Blade – Ein Schwert mit mehr physischem als magischem Schaden.
- Sword – Ein Schwert mit mehr magischem als physischem Schaden.
- Glaive – Eine Glefe mit mehr physischem als magischem Schaden.
- Spear – Ein Speer mit mehr magischem als physischem Schaden.
- Bow – Ein Bogen mit ausgewogenen Schadenswerten.
- Shield – Ein Schild mit gutem Block/guter Abwehr (Schild)

Die gewählte Waffe ist Grundlage für die Art („den Build“) des Charakters. Dazu kommen noch die speziellen Fähigkeiten/Attacken („Skills“):
- Bicheon, für Sword/Blade
- Heuksal, für Spear/Glave
- Pacheon, für Bow

Des Weiteren kann ein Charakter auch magische Fähigkeiten erlernen, diese sind in die folgenden Kategorien eingeteilt:
- Cold (Eis),
- Fire (Feuer),
- Lightning (Blitz)
- Force (Heilung)

Einem europäischen Charakter stehen folgende Waffengattungen zur Verfügung:
- Twohand sword – Ein Zweihandschwert mit ausschließlich physischem Schaden (Zweihandschwert)
- Onehand sword – Ein Einhandschwert mit ausschließlich physischem Schaden (Einhandschwert)
- Dual axe – Zwei Äxte mit ausschließlich physischem Schaden (Doppelaxt)
- Crossbow – Eine Armbrust mit ausschließlich physischem Schaden (Armbrust)
- Dagger – Zwei Dolche mit ausschließlich physischem Schaden (Dolch)
- Twohand staff – Ein Zweihandstab mit ausschließlich magischem Schaden (Stab, Zauberstab)
- Warlock Rod (auch Dark staff genannt) – Ein Stab mit ausschließlich magischem Schaden (Dunkler Stab)
- Cleric Rod (auch Light staff genannt) – Ein Stab mit ausschließlich magischem Schaden (Licht Stab)
- Harp – Eine Harfe mit ausschließlich magischem Schaden (Harfe)

Die gewählte Waffe ist Grundlage für die Art („den Build“) des Charakters. Dazu kommen allerdings noch die speziellen Fähigkeiten/Attacken („Skills“):
- Melee, für Twohand sword/Onehand sword/Dual axe/Dagger/Crossbow
- Caster, für Twohand staff/Warlock Rod
- Buff, für Harp/Cleric Rod

Des Weiteren kann ein Charakter auch physische und magische Fähigkeiten erlernen, diese sind die folgenden Kategorien eingeteilt:
- Warrior (Krieger)
- Rogue (Schurke)
- Wizard (Magier)
- Warlock (Hexenmeister)
- Bard (Sänger mit Harfe)
- Cleric (Kleriker)

Das Spiel bietet die Möglichkeit, eigene Verkaufsstände zu eröffnen und somit gefundene oder nicht mehr benötigte Gegenstände an andere Mitspieler zu verkaufen oder selbst welche einzukaufen. Dabei lässt sich der Preis der Waren von den Spielern selbst bestimmen, was dem Spiel eine eigene Wirtschaft gibt. Diese kann je nach Angebot und Nachfrage mehr oder weniger stark variieren. Bezahlt wird in diesen Verkaufsständen mit der spieleigenen Währung Gold, welches man durch Handel bzw. das Töten von Monstern (Mobs) erhalten kann.
Ein weiteres großes Beschäftigungsfeld bietet das zum Teil nachträglich eingeführte Alchemie-System. Waffen, Rüstungen und Accessoires lassen sich mit speziellen Elixieren und magischen Steinen, die im Spiel gefunden werden können, aufwerten und verstärken. Jeder Spieler erhält dadurch die Möglichkeit, sich individuelle, hochwertige Ausrüstung selbst zu erschaffen. Die Chance auf ein erfolgreiches Aufwerten dieser Gegenstände hängt zum größten Teil vom eigenen Glück, bzw. dem Glück („Luck“) auf dem jeweiligen Gegenstand ab. „Luck“ lässt sich durch sogenannte „Attribute Stones“ einem Gegenstand zufügen; oder man findet einen Gegenstand, der bereits mit Luck versehen ist.

## Finanzierung
Das Grundsystem ist kostenlos. Wemade Max finanziert sich lediglich durch das Verkaufen besonderer Items in der sogenannten Item Mall.

## Silk & Item Mall
Die Item Mall ist eine zusätzliche Einkaufsmöglichkeit im Spiel. In der Item Mall gibt es eine Menge Gegenstände, die den Spielern helfen können; z. B. Taschen mit Heil- oder Manatränken, Köcher mit Platz für 10.000 Pfeile (statt der üblichen 250) etc. Des Weiteren kann man hier auch Gegenstände erwerben, um z. B. seine Verkaufsstände optisch zu verändern oder seinem Charakter markante Mützen aufzusetzen. Außerdem bietet sich z. B. die Möglichkeit seinen Inventarplatz um zusätzliche 32 Plätze zu vergrößern.

### Premium Ticket
Das wichtigste Item, welches man in der Item Mall kaufen kann, ist das sog. „Premium Ticket“. Damit erhält der Spieler mehr Erfahrung, verteilt mehr Schaden und die Verteidigungswerte werden erhöht. Zudem kann man auch in den Spitzenzeiten den Server beim ersten Loginversuch betreten, was bei vielen Servern sinnvoll erscheint, da viele Server die meiste Zeit überfüllt sind.
Die interne Spielwährung, die zum Einkauf in der Item Mall genutzt wird, nennt sich Silk. Silk ist im Gegensatz zum Gold nicht im Spiel zu finden und kann lediglich für Einkäufe in der Item Mall genutzt werden. Erworben wird die virtuelle Währung durch sogenannte ePins oder per Online-Banking. Der Preis für Silk ist bezogen auf den US-Dollarpreis fix.

## VIP Status
Im ersten Quartal 2016 hat Joymax den sogenannten VIP Status eingeführt. Neben zusätzlichen Buffs, wird ab VIP Silver ebenfalls vorrangiger Serverzugang gewährt, sofern der Server voll sein sollte. Um diesen Status zu bekommen, muss der Spieler mit Echtgeld die virtuelle Währung Premium Silk (Joymax/Wemade Max) oder C-Coin (JC Planet) kaufen und zusätzlich mit diesen in der Ingame Item Mall virtuelle Gegenstände kaufen. Der Status wird jeden Tag um 0 Uhr koreanischer Zeit vergeben und hält den restlichen Monat und den Folgemonat an. Erhält man also Ende des Monats den VIP Status, wird der aktuelle Monat auch weiterhin mitberechnet. Dementsprechend erkaufen sich die meisten Spieler diesen Status am Anfang jeden Monates. Dabei spielt es keine Rolle, ob die virtuelle Währung an einem Tag gekauft wird, oder an mehreren. Ab dem Gold-Status erhalten die Spieler so auch Zugriff auf spezielle Items, die nur Spieler erwerben können, die VIP Gold oder höher sind. Zudem gibt es für VIP Gold Kunden eine Auto-Skill-Funktion, die automatisch Skills startet, wenn ein Monster ausgewählt ist. Ab VIP Platinum wird dieser Auto Skill Funktion auch noch eine Auto-Hunt-Funktion bereitgestellt. Diese erlaubt das selbstständige Leveln des Charakters, ohne Eingreifen des Menschen. Vergleichbar ist diese Funktion mit einem Bot. Allerdings kann die integrierte Funktion nur dort leveln, wo sie abgestellt wurde. Jedoch kann sie mit dem Charakter nicht einkaufen gehen oder zum Levelplatz laufen.
| Status         | Benötigte Premium Silk/C-Coin | Echtgeldpreis                              | Boni |
| -------------- | --- | ------------------------------------------ | --- |
| VIP (Iron)     | 1 – 99 | 1ct – 9,99 € (5 € ist Mindestauflademenge) | Iron Icon |
| VIP (Bronze)   | 100 – 299 | 10 € – 29,99 €                             | Bronze Icon, 5 % mehr HP/MP, 5 % mehr Hit Rate |
| VIP (Silver)   | 300 – 999 | 30 € – 99,99 €                             | Silver Icon, 5 % mehr HP/MP, 10 % mehr Hit Rate, Bevorzugter Zugang |
| VIP (Gold)     | 1000 – 4999 | 100 € – 499 €                              | Gold Icon, 10 % mehr Phy./Mag. Angriff, 10 % mehr Hitrate, 5 % Schadensabsorption, Bevorzugter Zugang, Auto Skill, Zugriff auf besondere Items in der Item Mall |
| VIP (Platinum) | >5000 | >500 €                                     | Platinum Icon, 10 % mehr Phy./Mag. Angriff, 10 % mehr Hit Rate, 10 % Schadensabsorption, 10 % mehr Parry Rate, 5 % höhereLaufgeschwindigkeit, Bevorzugter Zugang, Auto Skill, Auto Hunt, Zugriff auf noch mehr zusätzliche Items in der Item Mall                                                                                      |
| VIP (VIP)      | Erhalten nur die Top 10, der Leute, die am meisten Premium Silk/C-Coin kaufen. In den meisten Fällen sind also mehr als 5000 Premium Silk/ C-Coin notwendig, um diesen Status zu erlangen. | Variabel                                   | VIP Icon, 20 % mehr Phy./Mag. Angriff, 10 % mehr Hit Rate, 10 % Schadensabsorption, 10 % mehr Parry Rate, 10 % höhere Laufgeschwindigkeit, Berzerker Status hält 20 Sekunden länger, 10 % größere Chance Berzerker Points zu erhalten, Bevorzugter Zugang, Auto Skill, Auto Hunt, Zugriff auf alle zusätzlichen Items in der Item Mall |

## Events
Events dienen als Abwechslung zum normalen Spielgeschehen und um große, weltweite Feste ins Spielgeschehen miteinzubringen; manches Mal auch als eine Art Entschädigung für Inspektionen der Server oder Ausfälle des Spielbetriebes. Sie können als kleine Erweiterung des Spiels angesehen werden, die nach einer bestimmten Zeitspanne wieder entfernt werden, sich aber durchaus wiederholen.
- Weihnachtsevent (Rentiere, Weihnachtsbaum in der Mitte der Stadt und Weihnachtsmusik)
- Osterevent
- Thanksgivingevent (Monsterscrolls, Gold Dragon Flags; im Moment nicht mehr zu finden)
- Halloweenevent (Candys von Ghost Sungsungs)
- H-A-P-P-Y Event
- Lucky Box Event (Monsterscrolls, Pandora Box, Zerkpots und vieles mehr)

Während der Events können spezielle Eventboxen bei Monstern gefunden werden, die bei einem NPC in teils wertvolle, teils aber auch gänzlich unnütze Gegenstände eingetauscht werden können.

## Die „Pets“
Zur Unterstützung im Spiel kann man sich verschiedene „Pets“ zu seinem Charakter hinzuholen. Jedoch ist es nur möglich, jeweils ein „Sammeltier“ und ein „Kampftier“ zu beschwören. Sammeltiere laufen dem Spieler hinterher und nehmen das auf, worauf sie eingestellt wurden. Das können Gold, Waffen oder Rohstoffe sein. Sie haben außerdem eine zeitliche Begrenzung von einem Monat. Diese Zeit lässt sich mit einer Uhr, die ebenfalls in der ItemMall zu erwerben ist, um jeweils einen Monat verlängern. Kampftiere begleiten den Spieler und helfen ihm beim Kämpfen. Hierzu haben sie ihre eigene Lebensenergie, die von der des Spielers unabhängig ist. Sinkt diese auf null, sterben sie und können mithilfe eines sogenannten „Gras of Life“ wieder zum Leben erweckt werden. Pets kann man einen Namen zuweisen. Dieser lässt sich aber nicht mehr ändern, wenn er einmal gegeben wurde.
Für die Jobs des Händlers und des Diebes stehen Lasttiere zur Verfügung, um Waren transportieren zu können. Diese bestehen aus Pferden und Kamelen verschiedener Level sowie einem Ochsen. Zusätzlich kann man verschiedene Pferde als Reittiere kaufen, um sich schneller durch die Spielwelt bewegen zu können. Auch hier erhält der Spieler die Möglichkeit, in höherem Level höherwertige Pferde nutzen zu können, die mehr Lebensenergie und Geschwindigkeit besitzen.

## Versionen
Es existiert eine Vielzahl von Versionen von Silkroad Online nebeneinander. Vom Entwickler Wemade Max betrieben werden das ursprüngliche, koreanische Spiel (abgekürzt: kSRO) sowie die internationale Variante (iSRO) und eine chinesische Variante (cSRO). Außerdem gibt es die veränderte Spielfassung Silkroad-Rebirth. Des Weiteren wurden die Rechte für das Spiel an einige Firmen verkauft, welche lokal begrenzte Versionen betreiben, so zum Beispiel eine russische (rSRO) und eine taiwanesische („Black Rogue“).
Alle diese Versionen unterscheiden sich zum Teil gravierend. Neue Features werden in der Regel zunächst in der koreanischen Version und erst mit einigen Monaten Verzögerung in den anderen Versionen eingeführt. So unterscheidet sich beispielsweise das erreichbare Maximallevel von Version zu Version. Außerdem wurden die spielbaren Charaktere zensiert; in der koreanischen Version sind diese ohne Ausrüstung zum Teil unbekleidet, was für den internationalen Markt geändert wurde.
Finden äußerst gravierende Änderungen statt, die sich auf das Gameplay auswirken und neue Spielaspekte einbringen, so heißen diese „Legends“. Im internationalen Silkroad fing dies mit der Spielbarkeit der sogenannten Europäer an und ist mittlerweile bis zu „Legend VI“ vorgedrungen, mit der die internationale Version des Spieles die koreanische erstmals in Hinblick auf Höchstlevel eingeholt hat.

### Legend I
- Eine neue Rasse wurde eingeführt. So sind neben den ursprünglichen, chinesischen Charakteren nun auch sogenannte Europäer spielbar, die im Gegensatz zu den Chinesen, die vorwiegend allein leveln, durch und durch auf Party-Leveln (das systematische Zusammenspiel mit anderen Spielern) ausgelegt sind.
- Zusammen mit der neuen Rasse wurden eine Vielzahl neuer Gebiete und Monster sowie zwei neue Städte eingeführt, die sich thematisch an der europäischen Kultur orientieren.
- Das Party-System wurde, wie bereits angesprochen, überarbeitet und zum Teil der neuen Rasse angepasst. Außerdem wurden einige Änderungen am Job-System vorgenommen.
- Ein sogenanntes Akademie-System wurde eingeführt, mit dessen Hilfe es erfahreneren Spielern ermöglicht wird, Neuankömmlingen zu helfen und dafür Belohnungen zu erhalten.
- Des Weiteren wurden mehrere kleinere Änderungen vorgenommen, die sich jedoch weniger auf das Spielgeschehen ausüben.

### Legend II
- Der sogenannte Fortress War wurde eingeführt. Ab nun ist es Gilden möglich, alle zwei Wochen um eine Festung zu kämpfen, deren Eroberung einige Vorteile mit sich bringt. Mit dem Update wurde nur das „Jangan Fortress“ eingeführt, jedoch werden im Laufe der Zeit mit weiteren Updates immer mehr Festungen freigeschaltet, welche sich in der Nähe von Städten und Diebeslagern befinden.

### Legend III
- Das Höchstlevel wurde von 80 auf 90 angehoben.
- Ein neues Gebiet, der sogenannte Roc Mountain, der Monster bis Level 90 beherbergt, wurde freigeschaltet.
- Sowohl chinesische als auch europäische Charaktere haben neue Ausrüstungsgegenstände und Fähigkeiten erhalten.

### Legend III PLUS
- Die zweite Festung, das sogenannte Bandit Fortress, wurde eingeführt. Das Bandit Fortress ist um einiges kleiner als das Jangan Fortress, welches die Kennzeichnung „large“ für groß trägt, und ist als „small“ für klein gekennzeichnet.

### Legend IV
- Das Höchstlevel wurde von 90 auf 100 angehoben.
- Ein neues Dungeon, das sogenannte Tomb of Qin-Shi Emperor, welches Monster bis Level 100 beherbergt, wurde freigeschaltet.
- Sowohl chinesische als auch europäische Charaktere haben neue Ausrüstungsgegenstände und Fähigkeiten erhalten.
- Das Unique-Monster-System wurde teilweise überarbeitet und dem neuen Dungeon angepasst.

### Legend IV PLUS
- Es wurden mehrere neue Monster und Unique Monster, darunter Roc (Level 100 nur noch), das zum Zeitpunkt seiner Einführung sowohl größte als auch stärkste Monster im gesamten Spiel, freigeschaltet.
- Das Unique-Monster-System wurde erneut teilweise überarbeitet.
- Das Rüstungs-System wurde ebenfalls überarbeitet. So gibt es nun erstmals Rüstungen, welche sowohl von Chinesen als auch von Europäern getragen werden können.

### Legend IV PLUS Hotan Fortress
- Die dritte Festung, das sogenannte Hotan Fortress, wurde eingeführt. Das Hotan Fortress trägt genau wie das Jangan Fortress die Kennzeichnung „large“ für groß.
- Das sogenannte Magic Pop, ein System ähnlich einer Lotterie, welches es Spielern ermöglicht, durch Silk erhaltene Tickets mit einer äußerst geringen Chance auf Erfolg gegen Preise einzutauschen, wurde eingeführt.

### Legend V – „Heroes of Alexandria“
- Datum: 16. März 2010.
- Das Update widmete sich der ägyptischen Mythologie.
- Das Höchstlevel wurde von 100 auf 110 angehoben.
- Eine Vielzahl neuer Gebiete, inklusive der Stadt Alexandria wurden hinzugefügt.
- Sowohl chinesische als auch europäische Charaktere haben neue Ausrüstungsgegenstände und Fähigkeiten erhalten.
- Es wurden zwei neue, erstmals instanzierte Dungeons eingeführt („Jobtemple“)
- Es gibt diverse neue Uniques.

### Legend VI
- Datum: 30. November 2010.
- Die Instanz Vergessene Welt wurde hinzugefügt.
- Zahlreiche neue Gebiete wurden eingefügt.
- Ein Consignment System (Auktionshaus) wurde hinzugefügt.

### Legend VII – „Rise of the Thief-Hunter“
- Datum: 15. März 2011.
- Das Jobsystem wurde komplett überarbeitet.

### Legend VIII – „Mysterious Temple of Jupiter“
- Datum: 2. August 2011.
- Das Update widmet sich der griechischen Mythologie.
- Das Höchstlevel wurde von 110 auf 120 angehoben.
- Sowohl chinesische als auch europäische Charaktere haben weitere Ausrüstungsgegenstände und Fähigkeiten erhalten.
- Das neue Gebiet Mirror Dimension inklusive der Instanz Jupitertemple und vieler neuer Gegner wurde eingeführt.

## Probleme

### Bots
Schätzungen gehen davon aus, dass ein großer Teil der auf den Servern befindlichen Charaktere von Bots (illegalen Programmen zur Automatisierung) gesteuert werden, um schneller ein höheres Level zu erreichen oder an Gold zu kommen, um dieses zu verkaufen. Zudem stehen in jeder Stadt sogenannte TownSpammer, die in regelmäßigen Abständen Nachrichten verschicken, um auf Bots oder Goldanbieter (Spielgold gegen Reales Geld) hinzuweisen, sodass normales Chatten in Städten nahezu unmöglich ist. Die starke Auslastung der Server durch die Bots hat zur Folge, dass es Spielern ohne Premium Tickets teilweise unmöglich ist, sich mit den Servern zu verbinden. Weiterhin entsteht durch den Verkauf des Goldes durch die Firmen im Spiel selber eine horrende Inflation.
Im Januar 2010 wurde das neue HackShield (Anti-Bot-System) eingeführt, welches die sogenannten Clientless Bots vorerst nutzlos gemacht hat. Seit Ende August 2010 wurde eine weitere Maßnahme zur Beseitigung von Bots getroffen: Sogenannte „Statues of Justice“ wurden an markanten und in bestimmten Zeitabständen zufällig wechselnden Punkten in der Spielewelt platziert. Diese „Statues of Justice“ sind Monster, welche sich auf Level 140 befinden und jeden Spieler (bzw. Bot) angreifen, der einen bestimmten Radius um die „Statue of Justice“ betritt. Funktion dieser Monster ist es Bots anzugreifen, welche nicht intelligent genug sind, um einen Bogen um den Angriffsradius zu ziehen. Durch den hohen Schaden reicht bereits ein Treffer aus, um den Spieler auszuschalten, sodass dieser Erfahrungspunkte verliert und neu in der Stadt beginnen muss. Ferner wird nach einem Treffer die Verbindung zum Server unterbrochen. Zudem gilt seit April 2011, dass alle Spieler nur noch fünf Accounts einloggen dürfen. Dies ist eine weitere Maßnahme von Joymax, um gegen die Überfüllung der Server durch Bots vorzugehen.

### Soziale Interaktion
Durch das massive Auftreten der Bots im Spiel wird außerdem eine soziale Interaktion in Form des Spieler-Chats verhindert, denn die Bots antworten nicht auf die Chat-Einladungen und auf Anfragen. Hilfe von Mitspielern ist nur selten zu erwarten (nämlich dann, wenn der Spieler an einen anderen echten Spieler gerät). Da auch alle anderen Spieler schnell diese Erfahrung machen, bleiben Kontaktversuche gleich ganz aus. Unter anderem deswegen ist Silkroad in der Gemeinschaft der MMORPG-Spieler als kaltherzig und seelenlos verschrien.

## Serverentwicklung
Zu Spitzenzeiten hatte Silkroad Online über 40 Server:
| Servername | Eröffnungsdatum | Slots |
| ---------- | --------------- | ----- |
| Xian       | 01.10.2005      | 3.500 |
| Aege       | 14.11.2005      | 3.500 |
| Troy       | 03.12.2005      | 3.500 |
| Babel      | 26.01.2006      | 3.500 |
| Athens     | 21.02.2006      | 3.500 |
| Oasis      | 06.03.2006      | 3.500 |
| Venice     | 30.03.2006      | 3.500 |
| Greece     | 26.05.2006      | 3.500 |
| Alps       | 04.07.2006      | 3.500 |
| Tibet      | 26.08.2006      | 3.500 |
| Red Sea    | 26.09.2006      | 3.500 |
| Rome       | 12.10.2006      | 3.500 |
| Sparta     | 02.11.2006      | 3.500 |
| Eldorado   | 29.11.2006      | 3.500 |
| Olympus    | 07.12.2006      | 3.500 |
| Pacific    | 20.02.2007      | 3.500 |
| Alexander  | 26.02.2007      | 3.500 |
| Persia     | 04.04.2007      | 3.500 |
| Zeus       | 05.04.2007      | 3.500 |
| Poseidon   | 28.05.2007      | 3.500 |
| Hercules   | 29.06.2007      | 3.500 |
| Odin       | 05.07.2007      | 3.500 |
| Mercury    | 20.08.2007      | 3.500 |
| Mars       | 06.09.2007      | 3.500 |
| Saturn     | 04.11.2007      | 3.500 |
| Venus      | 20.11.2007      | 3.500 |
| Uranus     | 04.12.2007      | 3.500 |
| Pluto      | 11.12.2007      | 3.500 |
| Neptune    | 18.12.2007      | 3.500 |
| Hera       | 26.02.2008      | 3.500 |
| Gaia       | 02.09.2008      | 3.500 |
| Eos        | 07.11.2008      | 3.500 |
| Phoenix    | 25.11.2008      | 3.500 |
| Ares       | 02.12.2008      | 3.500 |
| Iris       | 16.12.2008      | 3.500 |
| Titan      | 20.01.2009      | 3.500 |
| Apollo     | 17.03.2009      | 3.500 |
| Helios     | 25.08.2009      | 3.500 |
| Malazgirt  | 17.11.2009      | 3.500 |
| Petra      | 27.05.2010      | 3.500 |
| Tigris     | 17.08.2010      | 3.500 |
| Aral       | 24.08.2010      | 3.500 |
| Caspian    | 31.08.2010      | 3.500 |
| Azteca     | 30.11.2010      | 3.500 |
| Mena       | 28.12.2010      | 3.500 |
| Argos      | 09.08.2011      | 3.500 |
| Genesis    | 16.11.2011      | 3.500 |

Der Server Malazgirt richtete sich hauptsächlich an Türkisch sprechende Spieler. Bei positiver Resonanz sollten weitere Server für andere stark vertretene Nationalitäten zur Verfügung gestellt werden.
Im Sommer 2012 wurden aufgrund sinkender Spielerzahlen jeweils mehrere alte Server unter neuem Namen zusammengelegt:
| Neuer Name | Alte Server                   |
| ---------- | ----------------------------- |
| Aquarius   | Venus + Saturn                |
| Bootes     | Poseidon + Zeus               |
| Cetus      | Pacific + Eldorado            |
| Delphinus  | Oasis + Athens                |
| Fornax     | Olympus + Alps                |
| Hydrus     | Troy + Aege                   |
| Lyra       | Gaia + Tigris + Malazgirt     |
| Norma      | Mars + Mercury                |
| Pavo       | Hera + Neptune                |
| Serpens    | Apollo + Ares                 |
| Vela       | Azteca + Maya                 |
| Aries      | Odin + Hercules               |
| Centaurus  | Persia + Alexander            |
| Corvus     | Red Sea + Tibet               |
| Eridanus   | Sparta + Rome                 |
| Gemini     | Greece + Venice               |
| Lepus      | Caspian + Xian + Babel        |
| Mensa      | Petra + Pluto + Uranus        |
| Orion      | Eos + Helios + Titan          |
| Reticulum  | Iris + Phoenix                |
| Taurus     | Genisis + Argos + Aral + Mena |

Nach erneutem Sinken der Spielerzahlen wurden die zuvor zusammengelegten Server erneut jeweils unter neuem Namen zusammengeführt:
| Neuer Name | Alte Server             |
| ---------- | ----------------------- |
| Athena     | Lyra + Aquarius         |
| Chronos    | Bootes + Serpens        |
| Hades      | Cetus + Norma           |
| Nemesis    | Delphinus + Hydrus      |
| Selene     | Fornax + Gemini         |
| Artemis    | Aries + Reticulum       |
| Dionysus   | Pavo + Centaurus        |
| Hermes     | Corvus + Mensa + Taurus |
| Oceanus    | Eridanus + Lepus        |
| Themis     | Orion + Vela            |

Am 21. März 2017 wurden die Joymax Server erneut zusammengefügt:
| Neuer Name | Alte Server        |
| ---------- | ------------------ |
| Bellona    | Artemis + Dionysus |
| Ceres      | Athena + Chronos   |
| Feronia    | Hades + Selene     |
| Flora      | Nemesis + Hermes   |
| Minerva    | Oceanus + Themis   |

Am 14. September 2021 legte Wemade Max (erstmals unter neuem Namen) die verbliebenen Server erneut zusammen, sodass zwei Server des eigentlichen Publishers verblieben sind:
| Neuer Name | Alte Server             |
| ---------- | ----------------------- |
| Hyperion   | Bellona + Minerva       |
| Theia      | Ceres + Feriona + Flora |

Neben den Servern der normalen Variante von Silkroad Online existierten in der Vergangenheit noch weitere Server, die ursprünglich nur über den Silkroad-R Client erreichbar waren. Nachdem die aktive Entwicklung des SRO-R Clients gestoppt wurde, wurden diese Server ebenfalls in den normalen Silkroad Online-Client überführt.
| Servername | Betreiber         |
| ---------- | ----------------- |
| Thebes     | Joymax/WeMade Max |
| Merv       | Joymax/WeMade Max |
| Gobi       | Joymax/WeMade Max |

Diese Server wurden im Jahr 2017 zusammengelegt:
| Neuer Name | Alte Server          |
| ---------- | -------------------- |
| Mycenae    | Thebes + Merv + Gobi |

Im August 2016 wurde eine Kooperation zwischen Joymax und dem koreanischen Publisher JC Planet verkündet. Nutzer, die sich mit einem JC-Planet-Account einloggen, erhalten auf diesen Servern 100.000 Skill Points und Seal of Sun + 5 Waffen von Degree 1 bis Degree 9. Der größte Unterschied zu Wemade Max’ Silkroad Servern ist darüber hinaus das Fatigue System. Dieses ist an die EXP-Grenze von SRO-R angelehnt, wodurch der Spieler so nur 5 Stunden 100 % EXP bekommt (blaue Leiste). Anschließend bekommt der Spieler 3 Stunden 50 % EXP (Orange Leiste), bevor die Verbindung zum Server getrennt werden. Die Fatigue Bar lässt sich durch einfaches Ausloggen und wieder Einloggen, bevor die blaue Leiste abgelaufen ist, zurücksetzen. Unbekannt ist, ob es sich hierbei um einen Bug handelt oder es eine bewusst implementierte Funktion ist.
Der erste Server, der im August 2016 durch JC Planet eröffnet wurde, basierte auf dem Silkroad-R System. In den folgenden Jahren wurden zahlreiche weitere Server durch JC Planet eröffnet wieder zusammengelegt.
| Servername | Besonderheiten |
| ---------- | -------------- |
| Ephesus    | SRO-R System   |

Bis zum Februar 2018 existierten somit nur noch zwei Silkroad-R Server, von denen sowohl JC Planet, als auch Joymax/Wemade Max jeweils einen Server betrieben haben:
| Servername | Betreiber         |
| ---------- | ----------------- |
| Mycenae    | Joymax/Wemade Max |
| Ephesus    | JC Planet         |

Im Februar 2018 wurden diese verbliebenen Server ebenfalls zusammengelegt und der Betrieb des Servers durch JC Planet übernommen:
| Neuer Nane | Alter Name        |
| ---------- | ----------------- |
| Palmyra    | Mycenae + Ephesus |

| Servername | Besonderheiten | Eröffnungsdatum |
| ---------- | -------------- | --------------- |
| Erebus     | Fatigue System | Januar 2023     |
| Thanatos   | Fatigue System | Januar 2024     |
| Arges      | Fatigue System | Januar 2024     |
| Brontes    | Fatigue System | Juli 2024       |
| Kratos     | Fatigue System | Juli 2024       |

Am 21. Januar 2020 hat JC Planet zwei Server zusammengelegt:
| Neuer Name | Alte Server       |
| ---------- | ----------------- |
| Aether     | Hestia + Dementer |

Am 19. Januar 2021 hat JC Planet erneut zwei Server zusammengelegt:
| Neuer Name | Alte Server   |
| ---------- | ------------- |
| Hephaestos | Aeolus + Kali |

Am 20. Juli 2021 hat JC Planet erneut zwei Server zusammengelegt:
| Neuer Name | Alte Server   |
| ---------- | ------------- |
| Hemera     | Celeus + Eris |

Für den 18. Januar 2022 kündigte JC Planet erneut eine Zusammenlegung von drei Servern an:
| Neuer Name | Alte Server                |
| ---------- | -------------------------- |
| Philotes   | Aether + Rhea + Hephaestos |

Für den 21. Januar 2023 kündigte JC Planet erneut eine Zusammenlegung von zwei Servern an:
| Neuer Name | Alte Server |
| ---------- | ----------- |
| Erebus     | Tyche + Nyx |

Für den 23. Januar 2024 kündigte JC Planet eine Zusammenlegung von vier Servern an:
| Neuer Name | Alte Server                     |
| ---------- | ------------------------------- |
| Thanatos   | Xian + Palmyra + Thetis + Metis |

Für den 23. Juli 2024 kündigte JC Planet eine weitere Zusammenlegung von drei Servern an:
| Neuer Name | Alte Server                |
| ---------- | -------------------------- |
| Brontes    | Hemera + Erebus + Philotes |

## Silkroad-R
Im Dezember 2011 veröffentlichte Joymax parallel zu Silkroad Online eine alternative, veränderte Version des Spiels namens Silkroad-Rebirth. In den Folgejahren hat Joymax so gut wie alle Änderungen von Silkroad-R für die klassische Version übernommen. Einige exklusive Features der Silkroad-R Server, wie bspw. eine Levelgrenze, ab die man Uniques nicht mehr angreifen konnte, blieben allerdings den Servern vorbehalten, die das ursprüngliche Silkroad-R System nutzen. Im Jahr 2018 hat Joymax mit Palmyra den letzten verbleibenden SRO-R Server in den Client der klassischen Silkroad Version integriert, womit die Notwendigkeit entfällt, zwei Clients für beide Spiele zu verwenden. Mit der Zusammenlegung des Servers Palmyras mit den Servern Xian, Thetis und Metis im Januar 2024 wurde der letzte verbleibende Silkroad-R Server in das zu der Zeit aktuelle reguläre Silkroad-System übernommen. Damit existiert seitdem kein Server mehr mit dem klassischen Silkroad-R Spielesystem mehr.

## Silkroad 2 (Legend of Silkroad)
Silkroad 2 wird von einer chinesischen Entwicklerfirma entwickelt. Bei der Firma handelt es sich um die ehemaligen Publisher der chinesischen Version von Silkroad Online bzw. Silkroad-R. Der Release dieser Version ist für Februar 2014 angesetzt
Anfang Februar 2014 wurde bekannt, dass der südkoreanische Publisher JC Planet die Vermarktung des Spiels auf dem internationalen Markt vornimmt. Zeitgleich wurde der Name bekanntgegeben, mit dem das Spiel auf dem internationalen Markt vermarktet wird. Dieser lautet „Legend of Silkroad“. Die internationale Beta startete ebenfalls am 26. Februar 2014.
Durch ein Fenster, welches für kurze Zeit beim Starten des P2P-Downloaders erscheint, konnte das erste Mal eine direkte Verbindung zwischen Legend of Silkroad und Joymax, dem Entwickler von Silkroad Online, hergestellt werden, da das Fenster neben einem Joymax-Schriftzug auch das offizielle Logo enthielt. Diese Tatsache untermauert die Vermutungen vieler Silkroad-Spieler, die schon über den längeren Zeitraum vermutet haben, dass Joymax auch Legend of Silkroad entwickelt hat, aber aus bisher ungeklärten Gründen das Spiel und die Rechte verkauft hat. Der wohl wahrscheinlichste Grund ist eine neue Ausrichtung des Unternehmens. So wurde im Frühjahr 2013 die russische Version von Silkroad online mit der Begründung eingestellt, dass Joymax keine Arbeit mehr in die russische Version investieren will, da sie sich zukünftig auf den Markt von mobilen Spielen konzentrieren wollen.
Ende 2014 wurde der Spielbetrieb der internationalen und zunächst auch der chinesischen Version eingestellt. Die Publizierung der chinesischen Version wurde einige Monate später von CIMO wieder aufgenommen. In den Folgemonaten wurde der Service allerdings erneut eingestellt.

## Silkroad Online Mobile Game (SRO Mobile)
Bereits Ende 2016 wurde bekannt, dass Joymax die Rechte für die mobile Umsetzung an das chinesische Entwicklerstudio U1 Game Digital verkauft hat. Im November 2018 gingen die offizielle Website und die offizielle Facebook-Seite des mobilen Ablegers online. Die Aufmerksamkeit der Spielerschaft erlangte das Spiel allerdings erst Anfang 2019, als in verschiedenen Spiele Foren auf die mobile Version hingewiesen wurde. In der Folgezeit begann U1 Game damit immer mehr Material, in Form von Videos und Bildern, auf ihrer Facebook Website zu veröffentlichen. Zudem wurde der Start einer ersten, zweiwöchigen, geschlossenen Beta für Februar 2019 determiniert. Vorerst erhielten nur Android Besitzer aus der Türkei oder Ägypten Zugriff zu dem Spiel.
Bei der Umsetzung des Spiels bedienten sich die Entwickler zum Teil an Inhalten der PC-Version. So tauchen dieselben Städte und Regionen auch in der mobilen Version auf, wenn auch mit stark abgeändertem Design. Aber auch der klassische Soundtrack und das Job-System erhielten ihren Platz in dem Spiel. Während das Gameplay deutlich auf die Bedienung mit dem Smartphone optimiert wurde und auch der gesamte Skill Tree neu aufgebaut wurde, gibt es auch in diesen Bereichen immer wieder Anspielungen auf die PC-Version. Ebenso wie die PC-Version wird SRO Mobile zuerst ebenfalls nur die chinesische Rasse beinhalten. Wie bereits von zahlreichen anderen mobilen Spielen, nutzt auch SRO Mobile ein Auto Play Feature. Dieses ist eine Art Bot, der dem Spieler das Spielen in zahlreichen Situationen abnimmt oder vereinfacht.
Als offiziellen Releasetermin der europäischen Server wurde der 17. April 2019 ausgewählt. Unterstützte Plattformen sind dabei Android und iOS. Asiatische und chinesische Server sind ebenfalls geplant.

## Silkroad Origin Mobile
Bei Silkroad Origin Mobile handelt es sich um eine im Jahr 2024 erschienenes Spiel Android und iOS. Es wurde von dem vietnamesischen Publisher GOSU in Zusammenarbeit mit Wemade Max entwickelt und im asiatischen Raum veröffentlicht. Im Gegensatz zu dem seit 2018 existierenden SRO Mobile wurde für Silkroad Origin Karten, sowie elementare Spielemechaniken und bekannte Gameplaysteme aus der PC-Version genau übernommen und in die Unity Engine portiert. Durch regelmäßige Updates wird das Spiel kontinuierlich erweitert und um weitere bereits bekannte Gebiete der PC-Version erweitert. So ist für Q1 2025 die Einführung, der europäischen Rasse inklusive der zugehörigen Region vorgesehen. Darüber hinaus ist geplant das Spiel auch offiziell in anderen Regionen auf der Welt zu veröffentlichen.